# Костишин Денис Русланович
Денис Русланович Костишин (нар. 31 серпня 1997, Хмельницький, Україна) — український футболіст, півзахисник футбольного клубу «Олександрія».

## Кар'єра гравця
Вихованець молодіжної академії київського «Динамо», але перший професіональний контракт підписав у серпні 2014 року з іншим українським клубом, дніпропетровським «Дніпром».
Дебютував в українській Прем'єр-лізі 30 квітня 2017 року в поєдинку проти луцької «Волині».
5 грудня 2022 року було оголошено, що Костишин приєднається до команди другого дивізіону США «Ель-Пасо Локомотив» на сезон 2023 року.

## Особисте життя
Денис Костишин належить до великої футбольної родини. Його батько (Руслан Костишин) та дядько (Віталій Костишин) — професійні футболісти та тренери. Молодший брат Дениса, Данило, також займається футболом. Зустрічався з зіркою серіалу "Школа" Єлизаветою Василенко .

## Титули і досягнення
- Чемпіон Косова (1):

«Дріта»: 2024/25